# Bernardo Gómez Herrando
Bernardo Gómez Herrando fou un polític valencià. Fou diputat provincial del Partit Moderat pel districte de Llucena entre 1863 i 1868, càrrec que deixà per a optar a les eleccions generals espanyoles de 1869 pel districte de Sogorb. El 1871 i el 1874 fou nomenat novament diputat provincial pel districte de Vilafermosa, mantenint bons contactes amb Victorino Fabra Gil i el seu nebot, Victorino Fabra Adelantado. Durant la restauració borbònica fou membre de la diputació provincial pel districte de Vilafermosa i en fou president de maig de 1876 a març de 1877. Fou elegit diputat a Corts per Sogorb a les eleccions generals espanyoles de 1879. A les eleccions generals espanyoles de 1884 fou candidat per Llucena al marge del cossi, però no fou escollit. Tanmateix, fou nomenat senador per la província de Castelló.